# Insônia
Insónia (português europeu) ou insônia (português brasileiro) é uma perturbação do sono caracterizada por dificuldade em adormecer ou manter-se adormecido durante o tempo desejado. No dia seguinte, a pessoa geralmente apresenta sonolência, falta de energia, irritabilidade e depressão. As insónias podem aumentar o risco de acidentes rodoviários e problemas de concentração e aprendizagem. As insónias podem ser de curta duração, durando dias ou semanas, ou de longa duração, com duração superior a um mês.
As insónias podem ocorrer de forma independente ou ser uma consequência de outro problema. Entre as condições que podem ser causa de insónias estão o stresse psicológico, dor crónica, insuficiência cardíaca, hipertiroidismo, azia, síndrome das pernas inquietas, menopausa, alguns medicamentos e substâncias viciantes como a cafeína, nicotina e álcool. Entre outros fatores de risco estão o trabalho por turnos e a apneia do sono. O diagnóstico tem por base os hábitos de sono ou exames a possíveis causas. Os questionários geralmente interrogam se a pessoa sente dificuldades durante o sono e se tem dificuldades em adormecer ou manter-se adormecida.
O tratamento inicial das insónias consiste geralmente em higiene do sono e alterações no estilo de vida. Entre as práticas de higiene do sono estão deitar-se sempre à mesma hora, manter o quarto sossegado e escuro, praticar exercício físico com regularidade e apanhar luz do sol com regularidade. Em alguns casos pode ser aconselhada terapia cognitivo-comportamental. Embora os medicamentos para dormir possam ajudar, este tipo de medicamentos está associado a dependência psicológica, lesões e demência. O tratamento com medicamentos não está recomendado para durações superiores a quatro ou cinco semanas. Não está demonstrada a eficácia ou segurança de quaisquer tratamento de medicina alternativa.
Em qualquer momento no tempo, entre 10 a 30% dos adultos são afetados por insónias. Cerca de metade das pessoas apresenta pelo menos um episódio de insónias por ano. Cerca de 6% da população apresenta insónias que não são causadas por outros problemas e com duração superior a um mês. A insónia é mais comum entre as pessoas com mais de 65 anos de idade e mais comum entre mulheres do que entre homens.  As primeiras descrições conhecidas de insónia datam da Grécia Antiga.

## Classificação

### Classificação DSM IV
Segundo o dicionário de saúde mental (DSM IV) a insônia pode ser classificada como primária ou secundária. Primária quando ela é a principal doença e secundária quando ela for sintoma de outra doença ou efeito colateral de uma droga. A insônia como sintoma de outro transtorno é duas vezes mais comum que a primária.
Além disso deve-se levar em conta a principal queixa:
- Dificuldade em iniciar o sono: Pode ser causado por distúrbios do ciclo circadiano, consumo de estimulantes, eventos estressantes, doenças neurológicas ou transtornos de ansiedade. Em crianças, isso pode se manifestar como dificuldade em iniciar o sono sem a intervenção do cuidador.
- Dificuldade em manter o sono: Caracterizada por despertares freqüentes, no caso de regularmente despertar por pesadelos passa a ser classificado como terror noturno. Pode ser causado por drogas, como álcool e nicotina, por dor crônica, ou a problemas respiratórios, como asma e apneia do sono. Em crianças, a dificuldade em voltar ao sono pode estar associada a intervenção do cuidador.
- Dificuldade para voltar a dormir: Mais comum em idosos, ao despertar muito cedo o sono pode voltar durante a tarde. Pode ser um efeito colateral, um transtorno endócrino ou estar associado a depressão maior.

### Classificação da OMS
Na Classificação Internacional de Doenças (CID 10) pode ser classificado como causa orgânica (G47.0) ou por causa psicofisiológica (F51.0). Porém do ponto de vista clínico e polissonográfico existem grandes semelhanças entre os subtipos de insônia, ambos com causas orgânicas e psicofisiológicas, sendo desnecessárias as subdivisões.

### Classificação por tempo
Insônias transiente
As insônias de transiente ou de curta duração são as que duram de poucos dias até três semanas. Geralmente são causados por estresse grave ou persistente como preocupações com a saúde própria ou de familiares; luto ou perda substancial; problemas familiares, profissionais ou de relacionamentos.
Insônia intermitente
Caso os episódios de insônia ocorram de tempos em tempos, com períodos de sono regular e revigorante entre eles, passa a ser chamada de insônia intermitente.
Insônia crônica
As insônias de longa duração ou crônicas são as que duram mais de três semanas. Podem ser relacionadas a estresse contínuo, depressão, abuso de álcool ou drogas e hábitos inadequados para dormir, como o excesso de café (cafeína).

## Sinais e sintomas

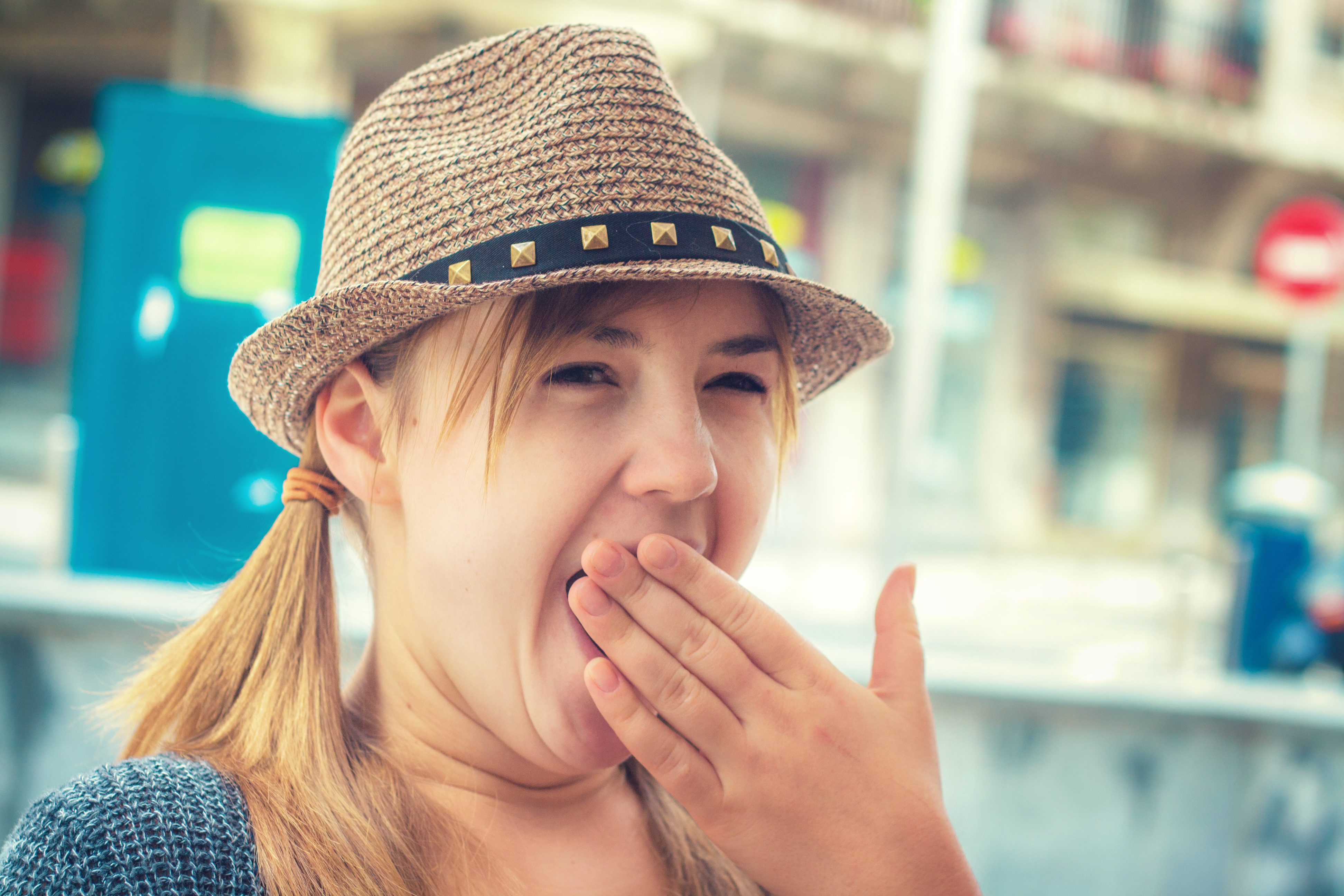
Dormir mal piora o desempenho físico e cognitivo.

Os sintomas da insônia geralmente são:
- Sonolência durante o dia
- Cansaço e fraqueza
- Mau humor e irritabilidade
- Dificuldade de concentração e memória
- Reflexos mais lentos

A insônia crônica aumenta o risco de acidentes e de desenvolver transtornos psiquiátricos.

## Causas
Existem muitas possíveis causas pra insônia:
- Estimulantes do SNC: cafeína, nicotina, anfetaminas, cocaína, metanfetaminas, antidepressivos, pseudoefedrina...
- Abstinência de depressores do SNC: álcool, nicotina, benzodiazepinas, opioides, antipsicóticos, anticonvulsivantes...
- Eventos estressantes: avaliação de desempenho, doença ou morte de ente querido, problemas de relacionamento...
- Mudança na rotina de sono: especialmente em trabalhadores com jornadas variáveis ou após viagens longas por jet lag.
- Hábitos irregulares: Dormir e acordar em horas diferentes a cada dia, o organismo precisa de uma rotina para regular o ciclo de sono-vigilia;
- Ambiente inadequado: As luzes brilhantes, sons agudos e movimentos despertam o cérebro e atrasam o sono. Por isso deve-se evitar computador, TV, celular ou aparelhos similares antes de dormir. Dormir com animais também piora a qualidade do sono. Cheiros, superfícies e temperaturas desagradáveis também podem impedir o sono.
- Comer demais antes de deitar: aumenta o risco de refluxo gastroesofágico e constipação.
- Transtornos psicológicos: depressão clínica, transtorno de ansiedade generalizada, transtorno de estresse pós-traumático, esquizofrenia, transtorno bipolar, transtorno obsessivo-compulsivo, hiperatividade...
- Transtornos neurológicos: Traumatismo cranioencefálico, Demência vascular, Doença de Parkinson, doença de Alzheimer e a rara insônia familiar fatal...
- Transtornos hormonais: hipertiroidismo, menopausa, TPM, Síndrome de Cushing...
- Problemas respiratórios: apneia do sono, asma, DPOC...
- Síndrome das pernas inquietas: mover as pernas dificulta entrar em sono profundo.
- Outras doenças crônicas: câncer, diabetes, doença cardíaca, qualquer causa de dor crônica...

## Prevenção
Episódios de insônia muitas vezes podem ser prevenidos com modificação dos hábitos inadequados para dormir, preparando o local de dormir, organizando uma rotina de sono, evitando estimulantes, praticando exercícios regularmente ou com técnicas de meditação.

## Tratamento
O tratamento é bastante amplo e depende da causa. O tratamento da insônia crônica deve começar organizando o tratamento de qualquer condições subjacentes que possa causar a insônia, como problemas cardíacos, pulmonares ou endócrinos.
Vários estudos concluem que a terapia cognitivo-comportamental para insônia é superior a longo prazo que tratamento com benzodiazepinas ou outros sedativos. A terapia pode envolver técnicas para lidar com a ansiedade, um diário para identificar os hábitos não-saudáveis, só usar a cama para dormir e sexo, regular a luz e música do quarto e parar de se esforçar para dormir.
Medicamentoso
Apesar de serem menos eficientes e terem diversos efeitos colaterais, os sedativos são mais usados que a psicoterapia no tratamento da insônia. Especialistas defendem que deveriam ser prescritos para insônia primária apenas se a psicoterapia não for suficiente.
A classe mais comumente usada de hipnóticos(soníferos) são as benzodiazepinas. Os benzodiazepínicos não são significativamente melhores para a insônia do que os antidepressivos. Devem ser usados para tratar ansiedade por menos de 6 meses, pois causam dependência física, síndrome de abstinência e piora da qualidade de sono a largo prazo.
Um novo grupo de sedativos chamado de grupo Z (Zolpidem, Zaleplona e Zopiclone) possui mecanismo de ação e eficácia similar às benzodiazepinas, mas com menos efeitos indesejáveis a largo prazo.
Embora todos os antidepressivos atuem sobre o sono e reduzam a dor e ansiedade, alguns antidepressivos como amitriptilina, doxepina, mirtazapina e trazodona tem efeito sedativo imediato e por isso são prescritos para tratar a insônia.
Estudos também mostraram que as crianças que estão no espectro do autismo ou têm dificuldades de aprendizagem, Transtorno do déficit de atenção com hiperatividade (TDAH) ou doenças neurológicas relacionadas podem se beneficiar do uso de melatonina. Melatonina também tem um bom resultado entre idosos e viajantes frequentes e ajuda a prevenir Alzheimer. Sua eficiência tratando insônia em adultos é pobre, reduzindo em média apenas 6 minutos do tempo necessário para dormir.
Anti-histamínicos(anti-alérgicos), como difenidramina, causam sonolência e podem ser comprados sem prescrição médica, sendo populares como automedicação, mas não deveriam ser usadas para insônia crônica, por gerarem dependência química e efeitos anticolinérgicos indesejados como taquicardia, visão embaçada e constipação.
Ervas medicinais
Dentre as plantas com potencial sonífero se destacam a valeriana, camomila, maracujá, lavanda, cannabis, Withania somnifera e a kava kava. É importante ressaltar que assim como qualquer medicamento, as ervas medicinais também tem efeitos colaterais, risco de sobredose e contra-indicações.
Acupuntura
Vários estudos foram feitos com pequenas amostras, má qualidade metodológica, forte viés de publicação, condições muito diversificadas de critérios e sem investigar os participantes que abandonaram o estudo. Frequentemente encontraram pequeno efeito positivo da acupuntura com agulhas, mas com grande diferença de resultados individuais. Uma revisão sistemática desses estudos conclui que a evidência atual não é suficientemente rigorosa para apoiar ou refutar a acupuntura para o tratamento da insônia.

## Epidemiologia

Impacto da insônia no mundo ajustado pela idade para cada 100.000 habitantes.(OMS 2004)
sem informação
menos de 25
25-30.25
30.25-36
36-41.5
41.5-47
47-52.5
52.5-58
58-63.5
63.5-69
69-74.5
74.5-80
mais de 80

Entre 10 e 30% dos adultos tem pelo menos um episódio de insônia no mês e cerca de 5% vários episódios por mês. A insônia é 40% mais diagnosticada em mulheres. É incomum entre crianças e adolescentes. É mais frequente entre adulto jovem (entre 20 e 30 anos) e entre idosos (maiores de 65 anos).
A insônia ocorre mais em populações urbanas do que rurais. Estudos populacionais de adultos no Brasil revelaram a insônia em 32% da população de São José do Rio Preto, no estado de São Paulo, uma cidade de porte médio; avaliação semelhante em zona rural revelou insônia em 16,8%, no Município de Jaraguari, Estado do Mato Grosso do Sul.